# Ramon Llumà i Guitart
Ramon Llumà i Guitart   (Solsona, 1935 - Solsona, 24 de maig de 2016), industrial i polític català, va ser alcalde de Solsona (1979-2003), president del Consell Comarcal del Solsonès (1987-1992) i diputat al Parlament de Catalunya (1999-2003).

## Biografia
Va néixer a Solsona el 1935, estava casat i va tenir quatre fills. Professionalment era manyà i va ser propietari d'un taller d'instal·lació de calefaccions que va deixar per manca de temps en els inicis de la seva trajectòria política.
Es va implicar en el món de la política a través de Convergència Democràtica de Catalunya (CDC). A les primeres eleccions municipals democràtiques després del Franquisme, l'any 1979, es va presentar com a cap de llista de la candidatura de Convergència i Unió a l'Ajuntament de Solsona.
El 19 d'abril de 1979 va ser escollit alcalde de Solsona, càrrec que va ocupar fins al 14 de juny de 2003, després d'haver encapçalat en cinc ocasions més les llistes de la seva formació en les eleccions de 1983, 1987, 1991, 1995 i 1999.
Entre les obres realitzades durant el seu mandat destaquen, a més de l'abastament d'aigua local, la construcció del complex poliesportiu municipal i el Teatre Comarcal; l'adequació de locals per a les entitats, i, en l'àmbit urbanístic, la redacció de les Normes subsidiàries de planejament, a més de la pavimentació de carrers i urbanitzacions i la recuperació del nucli antic. També va tenir un paper clau en la recuperació del Jutjat de Primera Instància i l'obertura de l'Institut de Batxillerat. Fou un dels principals impulsors de la creació de la Mancomunitat d'Abastament d'Aigua del Solsonès.
Partidari de l'organització comarcal catalana, va crear i presidir el Consell Comarcal de Muntanya (1983-1988), un embrió del Consell Comarcal del Solsonès que va també presidir des de la seva creació el 1988 fins al 1992.
Durant els seus anys de gestió comarcal destaquen el seu paper per aconseguir que el pantà que s'havia d'ubicar a Sorba (Montmajor) es construís a la Llosa del Cavall, la creació d'un Centre d'Atenció Primària que, encara avui dia, és un cas únic a Catalunya, la creació del part de maquinària, la promoció d'obres com la millora de la carretera de Bassella, la construcció de la variant de Solsona i la reivindicació de la carretera de Solsona a Guissona. També va promoure la construcció del dipòsit comarcal de residus. Sota la seva presidència el Consell Comarcal va adquirir l'edifici de L'Hospital d'en Llobera on es va ubicar la seu de l'ens. També va situar les bases per a una potent estructura en serveis socials mancomunada entre l'Ajuntament de Solsona i el Consell Comarcal.
També va ser elegit diputat al Parlament de Catalunya durant la VI legislatura (1999-2003) com a representant de la circumscripció electoral de Lleida per CiU.
Fou un defensor de l'independentisme català i va ser un dels promotors principals del Manifest dels alcaldes de la Campanya Un País, Una Bandera. També fou vocal del Consell Social de la Llengua Catalana fins al 2004.
L'any 2003 va abandonar l'activitat política.
Va morir a Solsona el 24 de maig de 2016 víctima d'un càncer que no va poder superar.

## Governs municipals a Solsona (1979-2003)
Va ser el primer alcalde de Solsona després de la Dictadura franquista. Després de presentar-se a les eleccions municipals del 3 d'abril de 1979 va substituir a Jaume Serra i Jounou al capdavant de l'alcaldia de la ciutat.
Durant els diferents mandats en què va ser alcalde, aquests foren els equips de govern que va encapçalar:

### Equip de Govern (1979-1983)
| Equip de Govern (1979-1983)              | Càrrec |
| ---------------------------------------- | --- |
| Ramon Llumà i Guitart (CiU)              | alcalde i president de l'Ajuntament i (des del 10 de febrer de 1981) regidor delegat del Consell Comarcal.                                                                                       |
| Francesc Xavier Ballabriga i Cases (CiU) | primer tinent d'alcalde i regidor delegat de Finances i del Consell Comarcal (fins al 10 de febrer de 1981) i delegat de la Mancomunitat d'Aigües i d'Ensenyament (des del 10 de febrer de 1981) |
| Eduard Tripiana i Ramonet (CiU)          | segon tinent d'alcalde (fins al 5 d'agost de 1980) |
| Ramon Pallarès i Berenguer (CiU)         | segon tinent d'alcalde (des del 5 d'agost de 1980) i regidor delegat d'Urbanisme i (des del 10 de febrer de 1981) delegat d'Obres Públiques                                                      |
| Florenci Vicenç i Reig (AEI)             | tercer tinent d'alcalde i (fins al 10 de febrer de 1981) regidor delegat de Conservació del Patrimoni i (des del 10 de febrer de 1981) delegat de Patrimoni i Relacions Públiques                |
| Ramon Navès i Roca (PSC)                 | quart tinent d'alcalde i regidor delegat d'Assistència Social |
| Joan Sampons i Vilar (CiU)               | regidor delegat de Cultura i (des del 10 de febrer de 1981) d'Esports |
| Francesc Feu i Boix (CiU)                | regidor delegat de Serveis (fins al 10 de febrer de 1981) i delegat de l'Escorxador i de l'Enllumenat (des del 10 de febrer de 1981)                                                             |
| Francesc Lupianez i Zapata (CiU)         | regidor delegat de Serveis |
| Delfí Serra i Rius (AEI)                 | regidor delegat d'Ordenació Municipal (fins al 10 de febrer de 1981) i delegat de Tràfic, Ordre Públic i Parcs i Jardins (des del 10 de febrer de 1981)                                          |
| Carles Torres i Romero (AEI)             | regidor delegat de Finances i (des del 10 de febrer de 1981) d'Administració |
| Joan Maria Caball i Moncunill (CiU)      | regidor delegat de Desenvolupament Econòmic i (fins al 10 de febrer de 1981) del Consell Comarcal i (des del 10 de febrer de 1981) delegat de Turisme                                            |
| Joan Badia i Terrado (PSC)               | regidor delegat de Sanitat (fins al 10 de febrer de 1981) |
| Ramon Passada i Clotet (CiU)             | regidor delegat de Sanitat (des del 10 de febrer de 1981) |

### Equip de Govern (1983-1987)
| Equip de Govern (1983-1987)              | Càrrec                                                                                   |
| ---------------------------------------- | ---------------------------------------------------------------------------------------- |
| Ramon Llumà i Guitart (CiU)              | alcalde i president de l'Ajuntament i regidor delegat de Serveis i del Consell Comarcal. |
| Florenci Vicenç i Reig (CiU)             | primer tinent d'alcalde i regidor delegat de Patrimoni, Ordre Públic i Tràfic            |
| Ramon Pallarès i Berenguer (CiU)         | segon tinent d'alcalde i regidor delegat d'Obres Públiques i Urbanisme                   |
| Mercè Augé i Pellicer (CiU)              | tercera tinent d'alcalde i regidora delegada d'Ensenyament                               |
| Ramon Navès i Roca (CiU)                 | regidor delegat de Sanitat i Serveis Socials                                             |
| Francesc Xavier Ballabriga i Cases (CiU) | regidor delegat de la Mancomunitat d'Abastament d'Aigües                                 |
| Romà Salas i Casafont (CiU)              | regidor delegat d'Esports                                                                |
| Montserrat Jounou i Cardona (CiU)        | regidora delegada de Cultura i Joventut                                                  |
| Francisco Cervilla i Garcia (CiU)        | regidor delegat de Finances, Desenvolupament Econòmic, Fires i Mercats                   |
| Joan Campàs i Torradeflot (CiU)          | regidor delegat de Cultura i Joventut                                                    |
| Joan Tarrés i Marbà (CiU)                | regidor delegat de Parcs i Jardins                                                       |

### Equip de Govern (1987-1991)
| Equip de Govern (1987-1991)              | Càrrec |
| ---------------------------------------- | --- |
| Ramon Llumà i Guitart (CiU)              | alcalde i president de l'Ajuntament i responsable de l'Àrea de Presidència                                                    |
| Mercè Augé i Pellicer (CiU)              | primera tinent d'alcalde, responsable de l'Àrea de Cultura i regidora delegada d'Ensenyament                                  |
| Manel Casserras i Boix (CiU)             | segon tinent d'alcalde, responsable de l'Àrea d'Assistència Ciutadana i regidor delegat d'Urbanisme, Arquitectura i Habitatge |
| Joan Serra i Caball (CiU)                | tercer tinent d'alcalde, responsable de l'Àrea de Desenvolupament Econòmic i regidor delegat d'Indústria, Comerç i Turisme    |
| Montserrat Jounou i Cardona (CiU)        | quarta tinent d'alcalde, responsable de l'Àrea Social i regidora delegada de Sanitat i Serveis Socials                        |
| Pere Camps i Colomés (CiU)               | regidor delegat de Cultura i Joventut                                                                                         |
| Francesc Xavier Ballabriga i Cases (CiU) | regidor delegat d'Economia i Finances i de les Relacions amb el Consell Comarcal                                              |
| Lluís Colilles i Coromines (CiU)         | regidor delegat de Serveis (fins al 30 de març de 1989)                                                                       |
| Romà Salas i Casafont (CiU)              | regidor delegat de Governació (des del 30 de març de 1989)                                                                    |
| Josep Vila i Santaeulària (ER)           | regidor delegat d'Esports |
| Josep Vilaseca i Solé (ER)               | regidor delegat d'Agricultura (Afers amb el Vinyet i Escorxador Municipal)                                                    |

### Equip de Govern (1991-1995)
| Equip de Govern (1991-1995)              | Càrrec |
| ---------------------------------------- | --- |
| Ramon Llumà i Guitart (CiU)              | alcalde i president de l'Ajuntament |
| Pere Camps i Colomés (CiU)               | primer tinent d'alcalde, responsable de l'Àrea de Cultura, Joventut i Festes i regidor delegat de Cultura, Joventut i Festes                  |
| Joan Serra i Caball (CiU)                | segon tinent d'alcalde, responsable de l'Àrea d'Indústria, Agricultura i Ensenyament i regidor delegat d'Indústria, Agricultura i Ensenyament |
| Manel Casserras i Boix (CiU)             | tercer tinent d'alcalde, responsable de l'Àrea d'Urbanisme, Arquitectura i Habitatge i regidor delegat d'Urbanisme, Arquitectura i Habitatge  |
| Romà Salas i Casafont (CiU)              | quart tinent d'alcalde, responsable de l'Àrea de Governació i Comerç i regidor delegat de Governació i Comerç                                 |
| Francesc Xavier Ballabriga i Cases (CiU) | regidor delegat d'Economia i Finances, Sanitat i Administració                                                                                |
| Jordi Estany i Bringues (CiU)            | regidor delegat d'Esports i Serveis Socials                                                                                                   |

### Equip de Govern (1995-1999)
| Equip de Govern (1995-1999)              | Càrrec |
| ---------------------------------------- | --- |
| Ramon Llumà i Guitart (CiU)              | alcalde i president de l'Ajuntament i responsable de l'Àrea d'Economia i Finances |
| Joan Serra i Caball (CiU)                | primer tinent d'alcalde, responsable de l'Àrea de Desenvolupament Econòmic i regidor delegat de Desenvolupament Econòmic, Indústria, Relacions Institucionals i Ensenyament                   |
| Romà Salas i Casafont (CiU)              | segon tinent d'alcalde, responsable de l'Àrea de Cultura i Governació i regidor delegat de Cultura, Festes i Joventut                                                                         |
| Manel Casserras i Boix (CiU)             | tercer tinent d'alcalde, responsable de l'Àrea d'Arquitectura i Habitatge i regidor delegat d'Arquitectura i Habitatge, Serveis i Ordenació del Terme Municipal (fins al 9 de juliol de 1996) |
| Jordi Xandri i Solé (CiU)                | tercer tinent d'alcalde i regidor encarregat del Museu Etnogràfic (Des del 18 de novembre de 1996)                                                                                            |
| Celestí Miravete i Almela (CiU)          | quart tinent d'alcalde, responsable de l'Àrea de Trusime, Treball, Comerç i Consum i regidor delegat de Treball i Comerç, Telecomunicacions, Enllumenat Públic i Consum i Turisme             |
| Francesc Xavier Ballabriga i Cases (CiU) | regidor delegat de Sanitat, Finances i Administració |
| Jordi Estany i Bringues (CiU)            | regidor delegat d'Esports i Joventut |
| Maria Eulàlia Sánchez Valtonra (CiU)     | regidora delegada de Serveis Socials |
| Xavier Jounou i Bajo (ERC)               | regidor delegat de Governació |
| Jaume Porredon i Vidal (ERC)             | regidor delegat de Medi Ambient i Servei d'Aigües |

### Equip de Govern (1999-2003)
| Equip de Govern (1999-2003)              | Càrrec |
| ---------------------------------------- | --- |
| Ramon Llumà i Guitart (CiU)              | alcalde i president de l'Ajuntament i regidor d'Urbanisme |
| Joan Serra i Caball (CiU)                | primer tinent d'alcalde i regidor delegat de Governació i Indústria |
| Joan Caelles i Riera (CiU)               | segon tinent d'alcalde i regidor delegat de Comerç i Turisme, Mercats i Fires |
| Jordi Xandri i Solé (CiU)                | tercer tinent d'alcalde i regidor delegat de Serveis, Medi Ambient i Ensenyament (fins al 24 de març de 2000) i regidor delegat de Serveis, Ensenyament i Hisenda (des del 24 de març de 2000) |
| Romà Salas i Casanova (CiU)              | quart tinent d'alcalde i regidor delegat de Cultura, Esports i Joventut (fins l'1 de desembre de 2002)                                                                                         |
| Maria Àngels Montilla i Maldonado (CiU)  | quarta tinent d'alcalde i regidora delegada de Cultura i Joventut (des del 3 de gener de 2003)                                                                                                 |
| Francesc Xavier Ballabriga i Cases (CiU) | regidor delegat de Sanitat, Serveis Socials i Hisenda (fins al 14 de febrer de 2000) |
| Jordi Estany i Bringues (CiU)            | regidor de Sanitat, Benestar Social i Medi Ambient (des del 24 de març de 2000) |